# إبراهام بافورد الثاني
إبراهام بافورد الثاني (بالإنجليزية: Abraham Buford II) هو عسكري أمريكي، ولد في 18 يناير 1820 في مقاطعة ودفورد في الولايات المتحدة، وتوفي في 9 يونيو 1884 في دانفيل في الولايات المتحدة.